# Национални парк Западна обала
Национални парк Западна обала је национални парк који се налази 120 км од Кејптауна у провинцији Западни Кејп у Јужној Африци. Површине је 363 km², а границу му чини Атлантски океан са западне стране и обални пут Р27 који почиње од града Изерфонтејн, све то Лангебанске лагуне на југу. За национални парк проглашен је 1985. године, а познат је по великом броју врста птица и цветних биљкама које цветају у периоду од августа до септембра, посебно у Постберг резервату за биљне врсте, који се налази у оквиру националног парка. Парк је заједно са острвом у Салдана заливу означен као битно подручје за птице од стране организације BirdLife International.

## Историја заштите
Лангебан лагуна проглашена је као природна резерва 1973. године. Забринутост око стања Лангебан лагуне и суседног залива Салдана довела је до предлога 1976. године да се Лангебан лагуна, острво и околно земљиште хитно прогласе као резерват природе. Национални парк Лангебан је проглашен 1985. године, након дугог процеса, а проширен је 1987. године када је у парк укључено земљиште којем је управљало Одељење за шумарство и суседне фарме. Исте године је још 1800 хектара земљишта око Постберга укључено као "уговорни национални парк". Проширење се наставило од тада. Њено име је промењено у Национални парк Западне обале 1987. године.

## Флора
Иако су хиљаде мигрирајућих птица важан део парка, цветне биљке такође представљају атракцију. Парк је састављен од различитих врста станишта — финбоса и лагуна, због чега је флора поприлично разнолика. Током августа и септембра долази до пролиферације годишњих пролећних цветник биљака у националном парку.

## Фауна
Дивље животиње које настањују парк укључују велике антилопе као што је еланд антилопа, Alcelaphus buselaphus caama, Damaliscus pygargus, куду, орикс антилопа и врсте Raphicerus campestris, капска планинска зебра, ној и дујкер. Остале мање животиње укључују дугоуху лисицу, каракала и врсту Galerella pulverulenta.
Током зимских миграција пристиже велики број животињских врста, посебно у септембру када стижу са северне хемисфере, а у марту се окупљају у великом броју како би се хранили пре повратне миграције. Парк је познат и по великом броју птица које долазе током зима у ове топлије крајеве. Calidris canutus, Calidris alba, Calidris minuta, спрудник убица, Tringa stagnatilis, Xenus cinereus, Calidris ferruginea, Arenaria interpres, Charadrius hiaticula, Pluvialis squatarola, Tringa nebularia, Numenius phaeopus, Numenius arquata и Limosa lapponica су најређе врсте птица на простору парка. Мала бела чапља и Tadorna cana су стални становници овог парка, као и ружичасти фламинго и ружичасти несит који живе у дубљим водама парка. У парку је такође присутна ретка врста птица Charadrius pallidus.
Лагуна је изузетно битна за птице селице, подручје је такође један од предмета Рамсарске конвенције.
Делове који окружују лагуну настањују врсте Afrotis afra, Pternistis capensis, Scleroptila afra, Anthoscopus minutus, Melaniparus afer, Myrmecocichla formicivora, Crithagra albogularis, Crithagra flaviventris, Calendulauda albescens, Sylvia subcoerulea, Telophorus zeylonus и Emberiza capensis, а све су често виђене у парку. Врсте птица попут Circus maurus и Circus ranivorus такође настањују парк.
Приобална острва у ушћу лагуне су важне колоније за узгој врста Larus dominicanus, Chroicocephalus hartlaubii, магарећи пингвин, вранац и чигра.

## Резерват Постберг
Подручје Постберга, где се могу видети теписи пролећног цвећа, отворен је за посетиоце само током месеца августа и септембра. Најчешће цветне врсте на овом подручју су Arctotis hirsuta, Heliophila coronopifolia, Moraea fugax, Carpobrotus edulis, Carpobrotus acinaciformis, Dorotheanthus bellidiformis, Dimorphotheca pluvialis и Ursinia anthemoides.

## Галерија
- Поглед на парк и острво
- Цветне врсте у пролеће
- Резерват Постберг
- Лангебан лагуна
- Виши предели парка

- Миграције птица
- Charadrius pecuarius фотографисан у парку
- Ној у парку